# Батраев, Раис Рустамович
Раи́с Руста́мович Батра́ев (род. 4 июля 1953, Кызыл-Кыя, Ошская область, Киргизская ССР, СССР) — советский и киргизский футболист, вратарь, тренер. Выступал за сборную Кыргызстана.

## Клубная карьера
Воспитанник футбольных секций города Кызыл-Кия. В 16-летнем возрасте дебютировал в составе местного «Шахтёра», игравшего в чемпионате республики.
Первой командой мастеров для футболиста стал в 1972 году ошский «Алай». Затем вратарь перешёл в ведущую команду Киргизской ССР — «Алгу», где провёл с перерывами около 15 сезонов, сыграв несколько сотен матчей. В составе «Алги» становился победителем зональных турниров второй лиги (1974, 1978). В первой лиге провёл три сезона (1973, 1975, 1979), сыграв 101 матч. Помимо выступлений за «Алгу», дважды возвращался в «Алай», а также играл за «Ходжент» из Таджикской ССР и за «Достук» (Сокулук).
После распада СССР стал выступать в высшей лиге Кыргызстана. В составе «СКА-Достука» — серебряный призёр чемпионата страны 1992 года, в составе «Кант-Ойла» — двукратный чемпион страны (1994, 1995). В последние годы карьеры, в возрасте за 40 лет изредка выходил на поле в составе бишкекского «Динамо» и нарынского «Дордоя». Последний матч в профессиональном футболе сыграл в 51-летнем возрасте. Всего в высшей лиге Кыргызстана сыграл 68 матчей.
Носил прозвище «Батя».
С 1990-х годов работал тренером, ассистировал Михаилу Тягусову в бишкекском «Динамо» и «Дордое». В 2010-е годы — тренер вратарей в клубе «Абдыш-Ата».

## Карьера в сборной
В составе сборной Киргизской ССР принимал участие в турнире Спартакиады народов СССР 1979 года.
В национальной сборной Кыргызстана сыграл единственный матч 2 февраля 1996 года в отборочном турнире Кубка Азии против Йемена (3:1), отыграв все 90 минут.